# Belle Epoque (band)
Belle Epoque, soms ook La Belle Epoque genoemd, was een Franse discogroep geformeerd in 1976 door de op 16 december 1945 in Duitsland geboren songschrijver Albert Weyman die zich in Frankrijk Albert Verrecchia noemde. De naam van de band betekent in het Nederlands Het mooie tijdperk.
De groep bestond uit de lead zangeres Evelyne Lenton en uit de zangeressen Jusy Fortes en Marcia Briscoe die ook wel Judy Lisboa en Marcia Briscue werden genoemd. 
De groep bestond uit drie vrouwen. De lead zangeres was blond en beide andere zangeressen waren donker. In 1977 had de groep twee grote hits met "Black Is Black" en "Miss Broadway". Beide singles behaalden in vrijwel geheel Europa een plaats in de top 10. In West-Duitsland en het Verenigd Koninkrijk zelfs nummer 2. In Nederland bracht "Black Is Black" het tot nummer 5 en "Miss Broadway" bleef steken op nummer 16. Het origineel van "Black Is Black" werd elf jaar eerder uitgebracht door de groep Los Bravos.